# Heinrich Ernst Albers-Schönberg
Heinrich Ernst Albers-Schönberg (Amburgo, 21 gennaio 1865 – Amburgo, 4 giugno 1921) è stato un radiologo e insegnante tedesco.
Fu il primo a insegnare radiologia in Germania.

## Biografia
Ha cominciato gli studi di medicina all'Università di Tubinga, per poi passare all'Università di Lipsia, dove ha conseguito il dottorato nel 1891. Dal 1892 al 1894 ha lavorato come assistente nell'ospedale Eppensdorf di Amburgo e ha fatto anche un anno a Lipsia. Quindi si è trasferito ad Amburgo come ginecologo e ostetrico libero professionista.

Nel 1897 ha fondato ad Amburgo, con il collega Georg Deycke, il primo istituto privato di ricerca in radiologia. Nel 1900 Albers-Schönberg ha fondato l'"Archivio e Atlante di Anatomia fisiologica e patologica in immagini Röntgen tipiche". Assunto nel 1903 da un ospedale di Amburgo, vi ha installato un reparto radiologico da lui stesso progettato. Esso è stato di esempio per istituzioni analoghe. Attualmente esiste l'istituto di Radiodiagnostica a lui intitolato nell'Ospedale generale di San Giorgio a Amburgo.
Nel 1910 si è accorto dei danni provocati sul suo corpo dalle radiazioni dei raggi X, tanto che gli dovettero amputare il braccio sinistro. L'Università di Amburgo, nel 1919, lo ha nominato docente, il primo titolare di cattedra al mondo per la scienza radiologica.  È morto due anni più tardi per lesioni da raggi X.

Quasi tutti i settori della radiologia sono stati arricchiti dalle sue ricerche. Nel 1903 scoprì che l'esposizione ai raggi X danneggiava l'apparato riproduttivo dei conigli. Il suo nome è legato alla malattia di Albers-Schönberg, la "malattia delle ossa di marmo" da lui descritta.